# Diócesis de Chimbote
La diócesis de Chimbote (en latín: Dioecesis Cimbotiensis) es una circunscripción eclesiástica de la Iglesia católica en Perú. Se trata de una diócesis latina, sufragánea de la arquidiócesis de Trujillo. Desde el 18 de mayo de 2022 su obispo es Ángel Ernesto Zapata Bances, de la Orden de los Carmelitas Descalzos.

## Territorio y organización

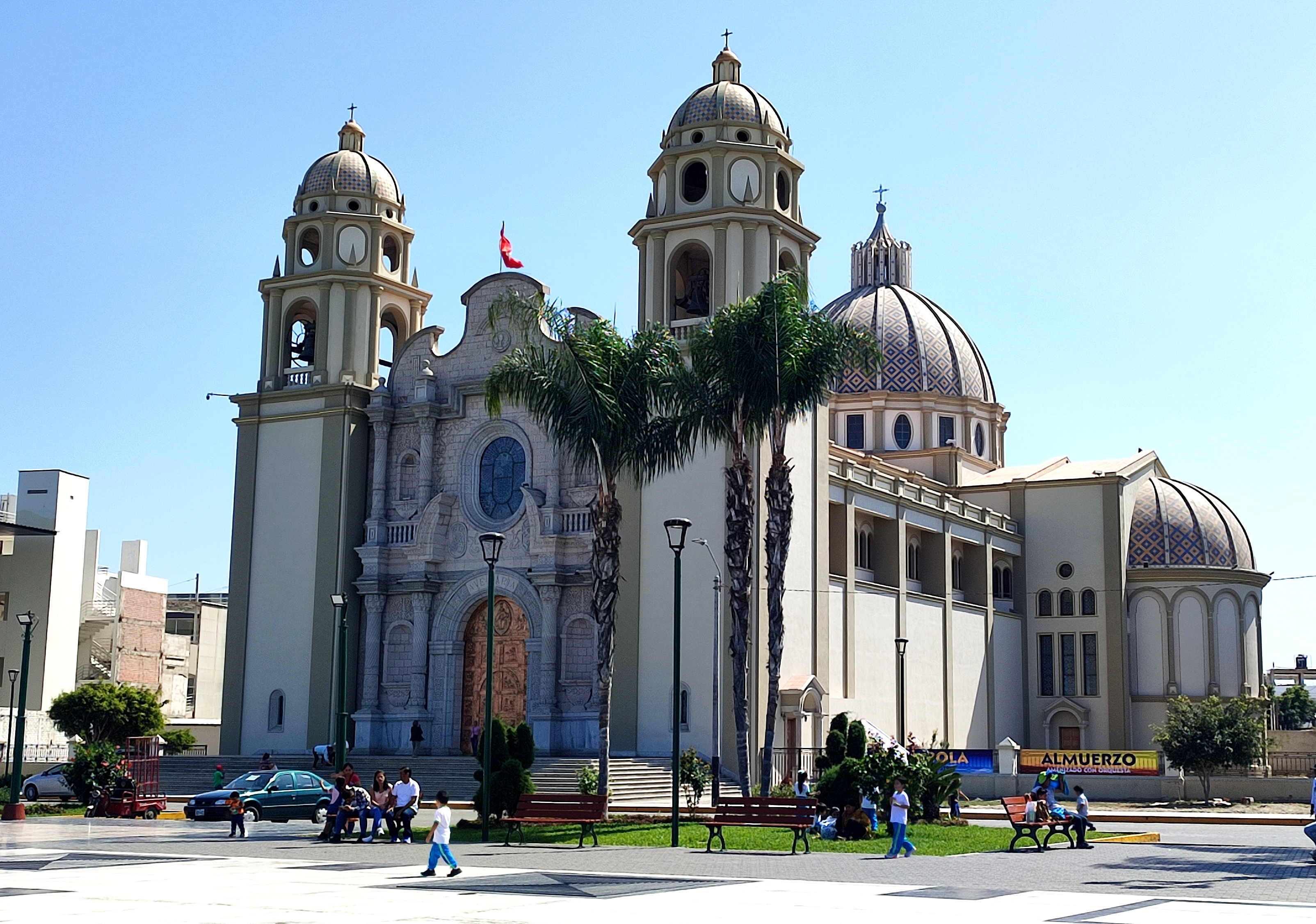
Fotografía tomada el 20 de agosto del 2023, desde la Plaza Mayor del distrito de Nuevo Chimbote. Autor: E.Rod

La diócesis tiene 23 500 km² y extiende su jurisdicción sobre los fieles católicos de rito latino residentes en 3 provincias del departamento de Áncash: Casma, Huarmey y Santa, así como algunos distritos de las provincias de Huaraz, Huaylas y Yungay.
La sede de la diócesis se encuentra en la ciudad de Chimbote, en donde se halla la Catedral de Nuestra Señora del Carmen y San Pedro.
En 2021 en la diócesis existían 51 parroquias.

## Historia
La prelatura territorial de Chimbote fue erigida el 26 de noviembre de 1962 con la bula Ecclesiae propositum del papa Juan XXIII, obteniendo el territorio de la diócesis de Huaraz.
El 22 de marzo de 1983, como resultado del decreto Spirituali Christifidelium de la Congregación para los Obispos, extendió su jurisdicción a los distritos de Huarmey, Pamparomas, Quillo, Cochabamba, Colcabamba, Huanchay, Pampas y Pariacoto, anteriormente incluidos en la diócesis de Huaraz.
El 6 de abril de 1983 la prelatura territorial fue elevada a diócesis con la bula Pastoralis cura del papa Juan Pablo II.
El 9 de agosto de 1991 fueron asesinados en la diócesis los bienaventurados mártires Michał Tomaszek y Zbigniew Strzałkowski, ambos frailes menores conventuales, y el 25 de agosto del mismo año el beato mártir Alessandro Dordi, víctimas del Sendero Luminoso.

## Estadísticas
Según el Anuario Pontificio 2022 la diócesis tenía a fines de 2021 un total de 635 800 fieles bautizados.
| Año                                                                             | Población            | Población | Población      | Sacerdotes | Sacerdotes    | Sacerdotes    | Bautizados por sacerdote | Diáconos permanentes | Religiosos | Religiosos | Parroquias |
| Año                                                                             | Bautizados católicos | Total     | % de católicos | Total      | Clero secular | Clero regular | Bautizados por sacerdote | Diáconos permanentes | Varones    | Mujeres    | Parroquias |
| ------------------------------------------------------------------------------- | -------------------- | --------- | -------------- | ---------- | ------------- | ------------- | ------------------------ | -------------------- | ---------- | ---------- | ---------- |
| 1966                                                                            | 190 000              | 210 000   | 90.5           | 34         | 5             | 29            | 5588                     |                      | 21         | 58         | 18         |
| 1970                                                                            | 180 000              | 220 000   | 81.8           | 46         | 20            | 26            | 3913                     |                      | 33         | 56         | 21         |
| 1976                                                                            | 187 000              | 280 000   | 66.8           | 54         | 35            | 19            | 3462                     |                      | 28         | 51         | 27         |
| 1980                                                                            | 247 000              | 360 000   | 68.6           | 34         | 12            | 22            | 7264                     | 1                    | 26         | 60         | 24         |
| 1990                                                                            | 434 000              | 460 000   | 94.3           | 49         | 29            | 20            | 8857                     | 1                    | 24         | 80         | 30         |
| 1999                                                                            | 570 000              | 677 000   | 84.2           | 45         | 21            | 24            | 12 666                   | 1                    | 27         | 80         | 33         |
| 2000                                                                            | 570 000              | 655 000   | 87.0           | 45         | 21            | 24            | 12 666                   | 2                    | 27         | 89         | 33         |
| 2001                                                                            | 570 000              | 655 000   | 87.0           | 43         | 30            | 13            | 13 255                   | 2                    | 16         | 91         | 34         |
| 2002                                                                            | 570 000              | 655 000   | 87.0           | 47         | 32            | 15            | 12 127                   |                      | 18         | 96         | 35         |
| 2003                                                                            | 570 000              | 655 000   | 87.0           | 41         | 27            | 14            | 13 902                   | 1                    | 17         | 96         | 35         |
| 2004                                                                            | 570 000              | 655 000   | 87.0           | 42         | 30            | 12            | 13 571                   | 1                    | 15         | 96         | 35         |
| 2006                                                                            | 550 000              | 655 000   | 84.0           | 54         | 40            | 14            | 10 185                   | 1                    | 16         | 100        | 35         |
| 2013                                                                            | 606 500              | 710 000   | 85.4           | 62         | 49            | 13            | 9782                     | 1                    | 15         | 102        | 42         |
| 2016                                                                            | 597 758              | 680 050   | 87.9           | 62         | 46            | 16            | 9641                     | 1                    | 18         | 102        | 48         |
| 2019                                                                            | 616 900              | 701 680   | 87.9           | 58         | 41            | 17            | 10 636                   | 1                    | 21         | 102        | 51         |
| 2021                                                                            | 635 800              | 723 190   | 87.9           | 66         | 56            | 10            | 9633                     | 1                    | 10         | 85         | 51         |
| Fuente: Catholic-Hierarchy, que a su vez toma los datos del Anuario Pontificio. |                      |           |                |            |               |               |                          |                      |            |            |            |

## Episcopologio
- James Edward Charles Burke, O.P. † (8 de marzo de 1965-2 de junio de 1978 renunció)
- Luis Armando Bambarén Gastelumendi, S.I. † (2 de junio de 1978-4 de febrero de 2004 retirado)
- Ángel Francisco Simón Piorno (4 de febrero de 2004-18 de mayo de 2022 retirado)
- Ángel Ernesto Zapata Bances, O.C.D., desde el 18 de mayo de 2022